# Jacob Markström
Jacob Markström (* 31. ledna 1990 Gävle) je švédský hokejový brankář hrající v severoamerické National Hockey League (NHL) za tým New Jersey Devils.

## Hráčská kariéra
Dne 10. října 2020 podepsal šestiletou smlouvu s Calgary Flames na 36 milionu dolarů.
V červnu 2024 byl vyměněn do New Jersey Devils. Calgary si ponechalo přes 31% jeho platu, takže jeho strop dosáhl 4,125 milionu dolarů pro Devils.

## Úspěchy a ocenění
- 2009 MSJ – Nejlepší brankář
- 2009 MSJ – Nejúspěšnější brankář
- 2009 MSJ – Top tří nejlepších hráčů v týmu
- 2010 SEL – All-Star Tým
- 2010 SEL – Nejnižší průměr inkasovaných branek
- 2010 SEL – Nejúspěšnější brankář
- 2010 SEL – Nejvíce čistých nul
- 2010 SEL – Nováček roku
- 2010 All-Star Tým Švédska
- 2010 Honkens trofé
- 2010 Årets Junior
- 2010 MSJ – Top tří nejlepších hráčů v týmu
- 2014 AHL – Brankář února 2014
- 2015 AHL – All-Star Game
- 2015 AHL – Brankář října 2014
- 2015 AHL – Druhý All-Star Tým
- 2016 MS – Top tří nejlepších hráčů v týmu
- 2020 NHL – All-Star Game
- 2022 NHL – Nejvíce čistých nul
- 2022 NHL – Druhý All-Star Tým

## Prvenství
- Debut v NHL - 23. ledna 2011 (New Jersey Devils proti Florida Panthers)
- První inkasovaný gól v NHL - 23. ledna 2011 (New Jersey Devils proti Florida Panthers, ruským útočníkem Ilja Kovalčuk)
- První čisté konto v NHL - 5. prosince 2017 (Vancouver Canucks proti Carolina Hurricanes)

## Statistiky

### Základní části
| Sezona       | Tým                 | Liga         | Z   | V   | P   | R/Pvp | MIN    | OG    | ČK | POG  | %ChS |
| ------------ | ------------------- | ------------ | --- | --- | --- | ----- | ------ | ----- | -- | ---- | ---- |
| 2006–07      | Brynäs IF           | J20          | 1   | —   | —   | —     | 65     | 3     | 0  | 2.77 | —    |
| 2007–08      | Brynäs IF           | J20          | 22  | —   | —   | —     | 1320   | 44    | 2  | 2.00 | —    |
| 2007–08      | Brynäs IF           | SEL          | 7   | 2   | 4   | 1     | 423    | 22    | 0  | 3.12 | .888 |
| 2008–09      | Brynäs IF           | SEL          | 35  | 13  | 14  | 5     | 1992   | 79    | 3  | 2.38 | .917 |
| 2009–10      | Brynäs IF           | SEL          | 43  | 21  | 11  | 10    | 2542   | 85    | 5  | 2.01 | .927 |
| 2010–11      | Rochester Americans | AHL          | 37  | 16  | 20  | 1     | 2174   | 108   | 1  | 2.98 | .907 |
| 2010–11      | Florida Panthers    | NHL          | 1   | 0   | 1   | 0     | 40     | 2     | 0  | 3.00 | .857 |
| 2011–12      | San Antonio Rampage | AHL          | 32  | 17  | 12  | 1     | 1839   | 71    | 1  | 2.32 | .927 |
| 2011–12      | Florida Panthers    | NHL          | 7   | 2   | 4   | 1     | 383    | 17    | 0  | 2.66 | .923 |
| 2012–13      | San Antonio Rampage | AHL          | 33  | 16  | 15  | 2     | 1972   | 87    | 3  | 2.65 | .920 |
| 2012–13      | Florida Panthers    | NHL          | 23  | 8   | 14  | 1     | 1266   | 68    | 0  | 3.22 | .901 |
| 2013–14      | Florida Panthers    | NHL          | 12  | 1   | 6   | 3     | 614    | 36    | 0  | 3.52 | .874 |
| 2013–14      | San Antonio Rampage | AHL          | 29  | 12  | 11  | 3     | 1688   | 72    | 2  | 2.56 | .918 |
| 2013–14      | Vancouver Canucks   | NHL          | 4   | 1   | 2   | 0     | 200    | 10    | 0  | 3.00 | .868 |
| 2014–15      | Utica Comets        | AHL          | 32  | 22  | 7   | 2     | 1880   | 59    | 5  | 1.88 | .934 |
| 2014–15      | Vancouver Canucks   | NHL          | 3   | 1   | 1   | 0     | 78     | 4     | 0  | 3.08 | .879 |
| 2015–16      | Vancouver Canucks   | NHL          | 33  | 13  | 14  | 4     | 1848   | 84    | 0  | 2.73 | .915 |
| 2015–16      | Utica Comets        | AHL          | 2   | 1   | 0   | 1     | 125    | 5     | 0  | 2.40 | .909 |
| 2016–17      | Vancouver Canucks   | NHL          | 26  | 10  | 11  | 3     | 1417   | 62    | 0  | 2.63 | .910 |
| 2017–18      | Vancouver Canucks   | NHL          | 60  | 23  | 26  | 7     | 3414   | 154   | 2  | 2.71 | .912 |
| 2018–19      | Vancouver Canucks   | NHL          | 60  | 28  | 23  | 9     | 3599   | 166   | 1  | 2.77 | .912 |
| 2019–20      | Vancouver Canucks   | NHL          | 43  | 23  | 16  | 4     | 2552   | 117   | 2  | 2.75 | .918 |
| 2020–21      | Calgary Flames      | NHL          | 43  | 22  | 19  | 2     | 2488   | 111   | 3  | 2.68 | .904 |
| 2021–22      | Calgary Flames      | NHL          | 63  | 37  | 15  | 9     | 3696   | 137   | 9  | 2.22 | .922 |
| 2022–23      | Calgary Flames      | NHL          | 59  | 23  | 21  | 12    | 3411   | 166   | 1  | 2.92 | .892 |
| 2023–24      | Calgary Flames      | NHL          | 48  | 23  | 23  | 2     | 2831   | 131   | 2  | 2.78 | .905 |
| 2024–25      | New Jersey Devils   | NHL          | 49  | 26  | 16  | 6     | 2903   | 121   | 4  | 2.50 | .900 |
| Celkem v SEL | Celkem v SEL        | Celkem v SEL | 85  | 36  | 29  | 16    | 4,957  | 186   | 8  | 2.51 | .912 |
| Celkem v NHL | Celkem v NHL        | Celkem v NHL | 534 | 241 | 212 | 63    | 30,738 | 1,386 | 24 | 2.71 | .908 |

### Play-off
| Sezona       | Tým                 | Liga         | Z  | V  | P  | MIN   | OG | ČK | POG  | %ChS |
| ------------ | ------------------- | ------------ | -- | -- | -- | ----- | -- | -- | ---- | ---- |
| 2006–07      | Brynäs IF           | J20          | 1  | 1  | —  | 25    | 4  | 0  | 9.76 | —    |
| 2008–09      | Brynäs IF           | SEL          | 1  | 0  | 1  | 59    | 2  | 0  | 2.02 | .923 |
| 2009–10      | Brynäs IF           | SEL          | 4  | 1  | 3  | 224   | 12 | 0  | 3.21 | .903 |
| 2011–12      | San Antonio Rampage | AHL          | 8  | 4  | 4  | 546   | 26 | 0  | 2.85 | .907 |
| 2014–15      | Utica Comets        | AHL          | 23 | 12 | 11 | 1450  | 51 | 2  | 2.11 | .925 |
| 2019–20      | Vancouver Canucks   | NHL          | 14 | 8  | 6  | 841   | 40 | 1  | 2.85 | .919 |
| 2021–22      | Calgary Flames      | NHL          | 12 | 5  | 7  | 712   | 35 | 1  | 2.95 | .901 |
| 2024–25      | New Jersey Devils   | NHL          | 5  | 1  | 4  | 345   | 16 | 0  | 2.78 | .911 |
| Celkem v SEL | Celkem v SEL        | Celkem v SEL | 5  | 1  | 4  | 283   | 14 | 0  | 2.62 | .916 |
| Celkem v NHL | Celkem v NHL        | Celkem v NHL | 31 | 14 | 17 | 1,899 | 91 | 2  | 2.88 | .911 |

### Reprezentace
| Rok                       | Tým                       | Soutěž                    | Z  | V  | P | R | MIN | OG | ČK | POG  | %ChS |
| ------------------------- | ------------------------- | ------------------------- | -- | -- | - | - | --- | -- | -- | ---- | ---- |
| 2008                      | Švédsko 18                | MS-18                     | 6  | 4  | 2 | 0 | 355 | 18 | 1  | 3.04 | .862 |
| 2009                      | Švédsko 20                | MSJ                       | 5  | 4  | 1 | 0 | 298 | 8  | 1  | 1.61 | .943 |
| 2010                      | Švédsko 20                | MSJ                       | 5  | 4  | 1 | 0 | 298 | 11 | 0  | 2.21 | .927 |
| 2010                      | Švédsko                   | MS                        | 3  | 3  | 0 | 0 | 180 | 4  | 1  | 1.33 | .944 |
| 2013                      | Švédsko                   | MS                        | 3  | 2  | 1 | 0 | 190 | 5  | 0  | 1.58 | .934 |
| 2016                      | Švédsko                   | MS                        | 6  | 3  | 3 | 0 | 361 | 19 | 0  | 3.16 | .896 |
| 2016                      | Švédsko                   | SP                        | 1  | 1  | 0 | 0 | 60  | 1  | 0  | 1.00 | .964 |
| 2019                      | Švédsko                   | MS                        | 2  | 1  | 1 | 0 | 120 | 8  | 0  | 4.00 | .843 |
| 2025                      | Švédsko                   | MS                        |    |    |   |   |     |    |    |      |      |
| Juniorská kariéra celkově | Juniorská kariéra celkově | Juniorská kariéra celkově | 16 | 12 | 4 | 0 | 951 | 37 | 2  | 2.33 | .920 |
| Seniorská kariéra celkově | Seniorská kariéra celkově | Seniorská kariéra celkově | 15 | 10 | 5 | 0 | 911 | 37 | 1  | 2.43 | .919 |

#### Profily
- Jacob Markström – statistiky na Hockeydb.com (anglicky)
- Jacob Markström – statistiky na Elite Prospects (anglicky)
- Jacob Markström – statistiky na NHL.com
- Jacob Markström v databázi Hockeygoalies.org (anglicky)